# Métis
I Métis ("meticci") sono i discendenti da matrimoni tra nativi Cree, Ojibway, Saulteaux, e Menominee con franco-canadesi, inglesi e scozzesi, e sono uno dei tre gruppi di popoli indigeni riconosciuti dal Canada.

## Localizzazione geografica
La loro patria è costituita dalle province canadesi della Columbia Britannica, Alberta, Saskatchewan, Manitoba, Ontario, così come i Territori del Nord-Ovest, e parti del nord degli Stati Uniti (in particolare Montana, Dakota del Nord, Minnesota e il nord-ovest).

## Storia
L'origine della parola métis (invariata al plurale) è francese, ed è un prestito dallo spagnolo mestizo. Essa equivale all‘italiano meticcio che significa "di sangue misto". Recenti ricerche e analisi del DNA hanno dimostrato spesso linee genetiche indigene dimenticate in molte persone nel Canada francese e tra i discendenti degli acadiani.
La storia dei Métis inizia dalla metà del XVII secolo. Fra le diverse testimonianze, Alexis de Tocqueville racconta di avere incontrato nel 1831 presso il lago Huron un "Bois-Brûlé" (letteralmente "legno bruciato"), vale a dire un meticcio nato da madre amerindia e da padre canadese, originario della Bassa Normandia in Francia. Tocqueville racconta di essere rimasto senza parole quando si è reso conto che quello che gli sembrava un indigeno si esprimeva con un fortissimo accento regionale francese.
Storicamente parlavano una lingua franco-métis (Métis French in inglese) o una lingua mista chiamato Michif o Metchif. I Métis oggi prevalentemente parlano inglese, e il francese è di gran lunga la seconda lingua, così come numerose altre lingue indigene. Il Métis French si conserva maggiormente nel Canada, mentre il Michif, negli Stati Uniti. Ultimamente si assiste a un ritorno all'uso del Métis French e del Michif dopo una generazione di declino.
I Métis parteciparono ad alcuni movimenti di resistenza contro il governo canadese, in particolare la Ribellione di Red River che si concluse con il Manitoba Act nel 1870, e la Ribellione del Nord-Ovest del 1885, che si conclusero con l'arresto e la condanna a morte di alcuni leader storici come Louis Riel.